# Bensafrim e Barão de São João
Bensafrim e Barão de São João (llamada oficialmente União das Freguesias de Bensafrim e Barão de São João) es una freguesia portuguesa del municipio de Lagos, distrito de Faro.

## Historia
Fue creada el 28 de enero de 2013 en aplicación de una resolución de la Asamblea de la República de Portugal promulgada el 16 de enero de 2013 con la unión de las freguesias de Barão de São João y Bensafrim, pasando su sede a estar situada en la antigua freguesia de Bensafrim.

## Demografía
| Gráfica de evolución demográfica de Bensafrim e Barão de São João entre 2011 y 2021 |
|                                                                                     |
| Datos según el nomenclátor publicado por el INE portugués.                          |